# Simfonia núm. 2 (Schmidt)
La Simfonia núm. 2 en mi bemoll major de Franz Schmidt va ser composta entre el 1911 i l'agost del 1913. Es va estrenar al Musikverein de Viena el 3 de desembre de 1913 dirigida per Franz Schalk, a qui la va dedicar. Aviat es converteix en una obra de repertori de la Filharmònica de Viena, que la va interpretar per primera vegada el 1914 dirigida per Felix Weingartner.
Aquesta és la simfonia més llarga de Schmidt, en un estil recorda a Strauss i Reger, amb un homenatge a la grandiositat de Bruckner. El moviment central (de tres) és un conjunt enginyós de variacions, que s'agrupen per suggerir els caràcters de moviment lent i scherzo. La complexa partitura fa que sigui un repte considerable per a la majoria de les orquestres.

## Moviments
Amb una durada de 50 minuts, consta de tres moviments:
- I Lebhaft
- II Allegretto con variazioni. Einfach und zart (10 variacions)
- III Finale. Langsam

## Enregistraments
Els enregistraments de la Segona Simfònica de Schmidt inclouen els clàssics de Mitropoulos amb la Filharmònica de Viena i Sinaiski amb la Simfònia de Malmo. Entre els llançaments moderns, destaca el de Järvi i la Simfònica de Chicago, i el d'Erich Leinsdorf amb la Filharmònica de Viena.